# Taoufik Charfeddine
Ne doit pas être confondu avec Ridha Charfeddine.
Taoufik Charfeddine (arabe : توفيق شرف الدين), né le 24 novembre 1968, est un avocat et homme politique tunisien qui occupe le poste de ministre de l'Intérieur de septembre 2020 à janvier 2021 et d'octobre 2021 à mars 2023.

## Biographie
Titulaire d'une maîtrise en droit de la faculté de droit de l'université de Sousse et d'un certificat d'aptitude à la profession d'avocat, il devient avocat auprès de la Cour de cassation en 2008.
Il est membre de la section régionale des avocats à Sousse chargé de l'activité scientifique et des séminaires, ainsi que de la commission juridique de la Ligue du centre de football.
Il a été, également, le coordinateur de la campagne électorale de Kaïs Saïed à Sousse.
Le 5 janvier 2021, le chef du gouvernement Hichem Mechichi met fin à ses fonctions.
Le 8 avril, il est nommé par le président Kaïs Saïed comme président du Comité supérieur des droits de l'Homme et des libertés fondamentales.
Le 11 octobre, il revient à la tête du ministère de l'Intérieur dans le gouvernement de Najla Bouden. Il annonce sa démission le 17 mars 2023 après la mort de sa femme en juin 2022. La veille de sa démission, il fustige lors d'un discours les « traîtres », « mercenaires des médias, hommes d’affaires, syndicalistes et partis qui ont vendu la patrie » et appelle les Tunisiens à soutenir le chef de l'État, « un homme honnête et patriote ». Son discours est dénoncé par l'Union générale tunisienne du travail (UGTT) et la Ligue tunisienne des droits de l'homme.